# Finn Pedersen
Finn Pedersen, danski veslač, * 30. julij 1925, Roskilde, † 14. januar 2012.
Pedersen je za Dansko nastopil na Poletnih olimpijskih igrah 1948 in 1956.
Leta 1948 je v Londonu kot član danskega dvojca s krmarjem osvojil zlato medaljo.
Osem let kasneje je s soveslačem Kjeldom Østrømom v dvojcu brez krmarja izpadel v polfinalu.